# Мозирє
Мозирє (словен. Mozirje) — поселення в общині Мозирє, Савинський регіон, Словенія. Висота над рівнем моря: 339,6 м.